# 吻

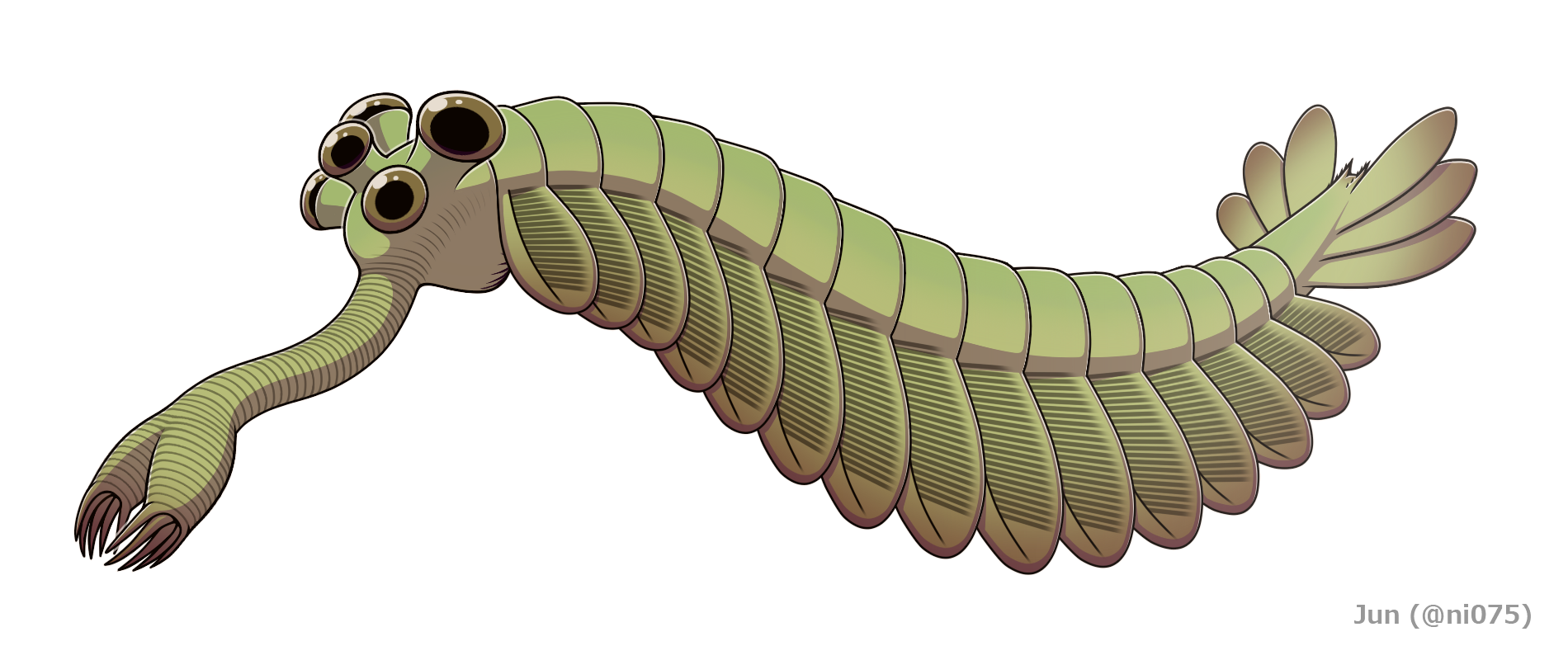
オパビニア
突き出した吻が顕著

吻（ふん、proboscis）とは、動物の体において、口あるいはその周辺が前方へ突出している部分を指す用語である。動物群によってその部位や役割はさまざまである。

## 概説
吻という語は、分類群によってそれぞれ異なった部位に当てられているが、いずれにせよ口に付随する部分で、それより前に突き出る構造のことである。普通は口は体の最先端かそれに近い位置にあるから、それより前に突き出る部分は体の一番前に突き出る部分であることが多い。また、吻と言われるものは単独で存在するものに当てられることが多く、対をなして存在するものは普通はこう呼ばない。
吻と言われるものとしては、大きくは以下の二通りがある。
- 口の部分が前に突き出したもの。その先端に口が開く。
  - 口の基部が伸びたもの。先端に口がある。
  - 口を構成する部分が伸びたもの。
- 口の前の部分、普通は上側が突き出したもの。口はその基部に開く。
  - 口の上の部分が突出したもの。
  - 口の上に別な器官があり、これが前に伸びるもの。

構造も用途も様々なので、一概には言えないが、口と連動して使われることも多いので、まとめて口吻ということもある。群による差が大きいので、以下、群別に述べる。

## 脊椎動物の場合

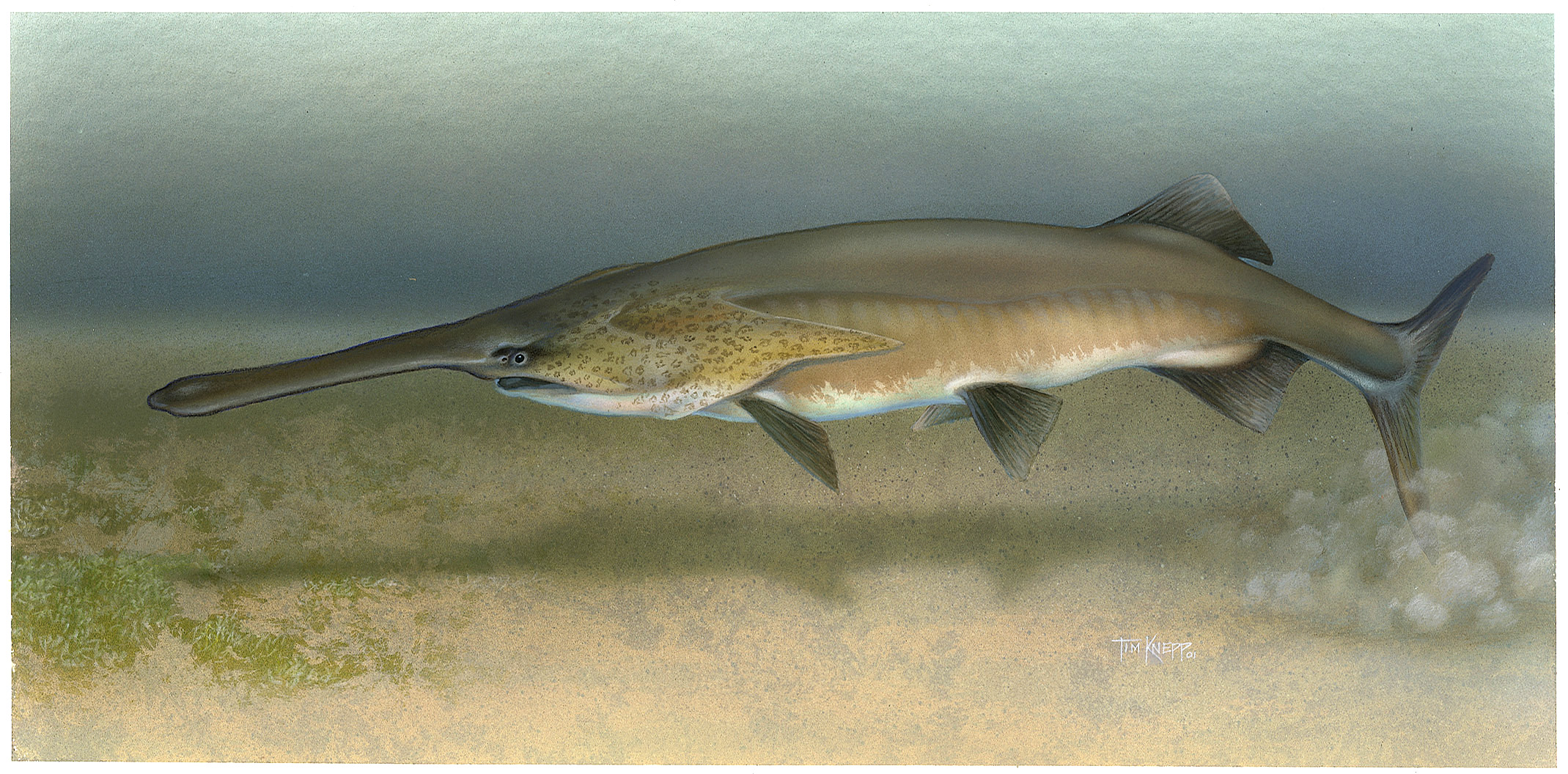
ヘラチョウザメ
吻はへら状

脊椎動物の場合、測定部位の名称として目より前の部分を吻と呼ぶことになっている。したがって、それが突き出していようがいまいが吻はあることになる。この使い方は魚類、両生類、爬虫類、哺乳類で用いる。鳥類の場合、嘴が明確に区別できるので扱いが異なる。
他方で、実際に突き出た部位として吻が区別できる例も多い。軟骨魚類では口は先端ではなく、やや後方下面に開く。そのために吻は口より前に突き出た部分として存在する。サメでもエイでもこの部分は三角形に突き出しているものが多い。中にはノコギリザメのように飛び抜けて突き出した例もある。
一般の魚類では口が先端に開く例が多い。両生類、爬虫類、鳥類もその点ではほぼ同じである。哺乳類ではバクやゾウなどが口より前に突き出た部分を持ち、これは鼻であるが、吻と呼んでも差し支えない。その点ではヒトの鼻も吻であり、そこから接吻とは鼻と鼻を擦り合わせることのはずである。哺乳類で最も吻が発達しているのはゾウ類である。
口そのものが長く突き出したものとしては、タツノオトシゴやヨウジウオ、アオヤガラなどがあり、これらの突き出した部分も吻と言う。サヨリのように下顎が突き出したものやダツのように上下顎がそれぞれ別個に突き出しているものはこう呼ばず、嘴ということがある。

## 無脊椎動物の場合
無脊椎動物において吻と呼ばれる構造は非常に多様である。特に口周辺の突起をこう呼ぶ場合、触手との区別は明確ではない。一般に触手は複数あり、吻は単独であるが、複数備えるものをこう呼ぶ例もあり、逆にヒゲムシ類には触手が一本しかない例もある。体内に引っ込めることができるものを吻と言う例も多いが、引っ込められないものもある。構造と機能から類似のものをまとめて説明する。

### 引っ込めることのできる特別な構造
紐形動物のヒモムシ類では口の前部分から紐状の突起を外に伸ばすことができ、これを吻と呼んでいる。これは普段は反転した形で体内に収められ、摂食時などに使われる。
このように体内に収められる特別の構造がこう呼ばれる例としては、サナダムシ類の一部の頭部に見られるものがある。これはその表面に逆刺があり、宿主に自分の体を固定するのに用いられる。群によって二本、あるいは四本を備え、それによって二吻目・四吻目などと呼ばれる。さらにこれとほぼ同様のものが鉤頭虫類にもみられるが、こちらは必ず一本である。

### 口の上側が突き出す例

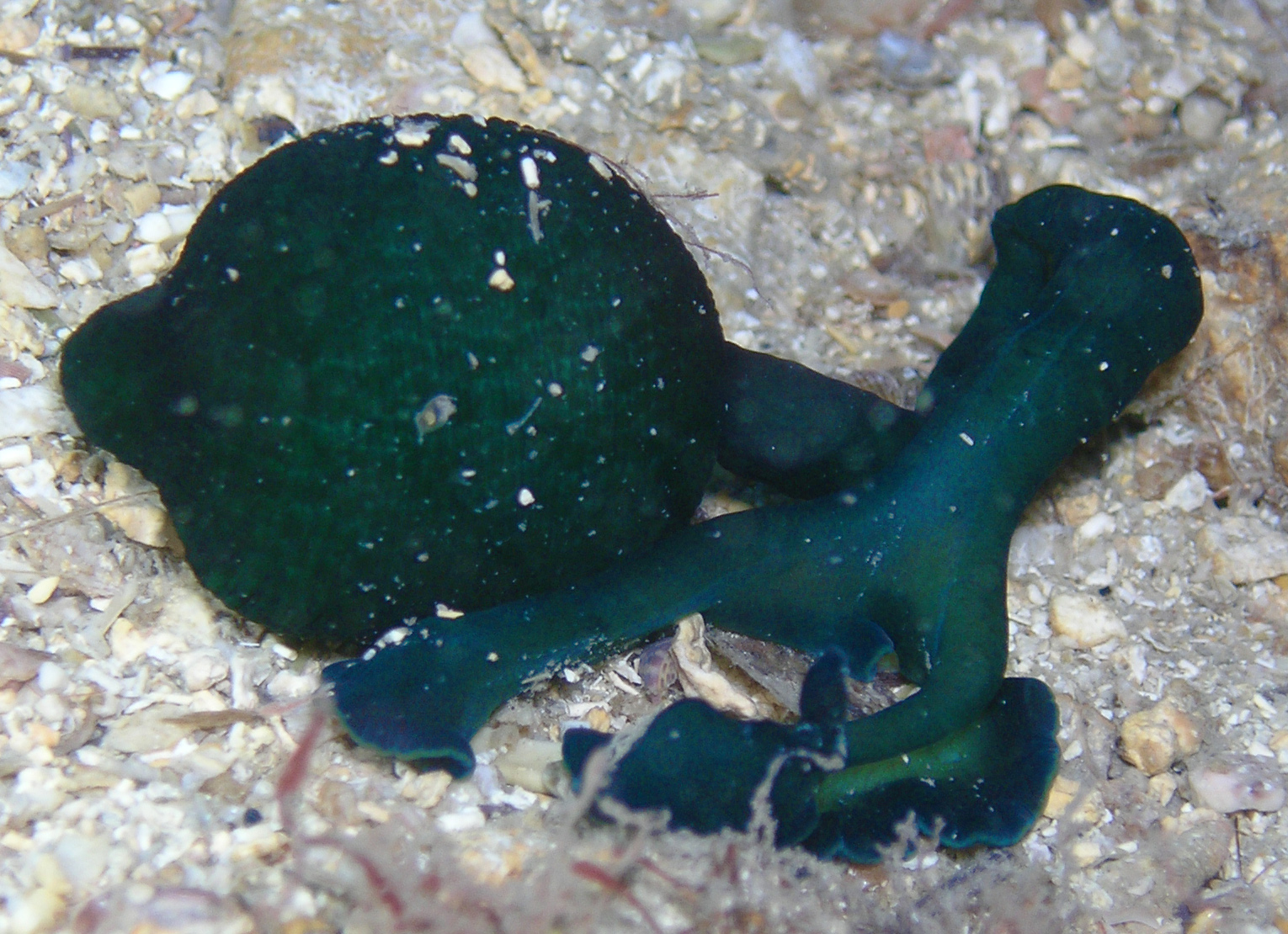
ユムシ動物の1つ
右側が吻

ユムシ動物門のユムシ類では口の前に突き出る部分として吻がある。この部分は背面で胴の皮膚とつながり、腹面側は粘膜となっている。この部分がよく発達したものでは、この粘膜の部分でデトリタスを集め、繊毛粘液摂食によって餌をとる。また、この部分は種によってはたやすく自切する。
なお、この部分は口前葉に当たると考えられ、多毛類では眼や触手があって頭部として機能しているが、ユムシ類ではそのような特化した器官を一切持たない。
半索動物のギボシムシ類では、体の先端に丸い構造が有り、これを吻と言う。これに続く部分は襟と呼ばれ、この間に口が開く。

### 口の部分が伸びたもの

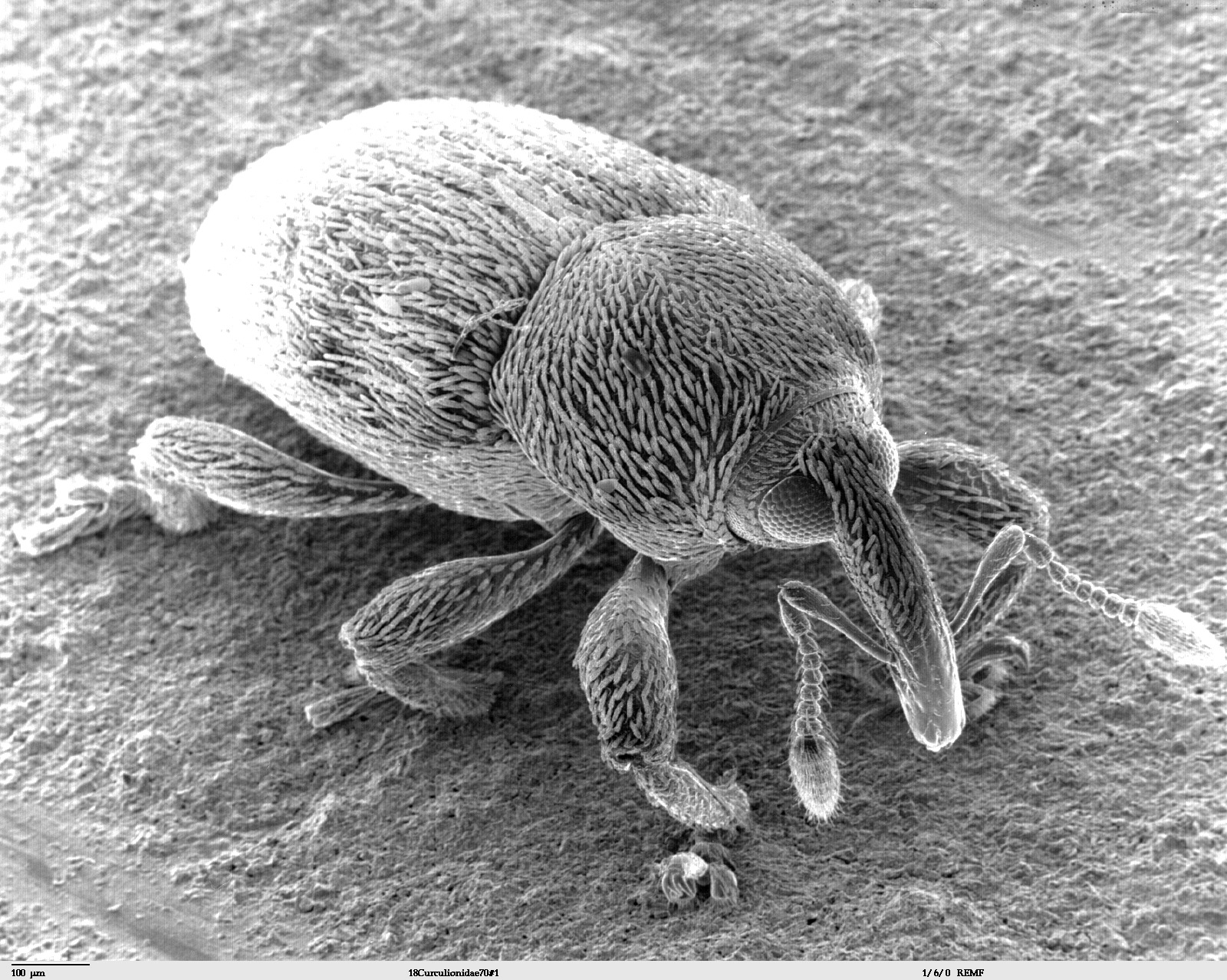
ゾウムシの走査電顕写真

昆虫のゾウムシ類では頭部の前端が前に伸びて棒状となり、その先端に口が開く。この突出部を吻という。ウミグモの頭部も口が突出して、これを吻と呼んでいる。
軟体動物の腹足類や多板類では口の部分が円筒形に伸び、多少とも伸び縮みできるようになっており、これも吻と呼ばれる。

### 口器が長く伸びたもの

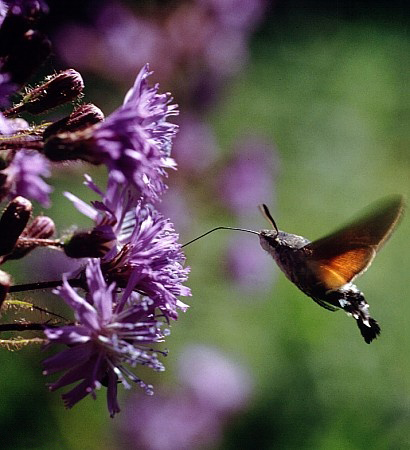
ストローのような口器を伸ばして蜜を吸うスズメガ

昆虫のチョウ目やカメムシ目、あるいはカのように液体を吸うものでは口器が細長く伸びるものがあり、これを吻という。腹足類では口が円筒形に伸びて吻となる例がある。
扁形動物門のウズムシ類では腹面中ほどに口があり、その内部には咽頭と呼ばれる管状の構造がある。これを突き出すことができるので、時にこれを吻ということがある。

## 陥入吻
星口動物の吻は先端に口があり、裏返るようにして体内に完全に引っ込めることができる。普通はこれを完全に伸ばしたその先に口が開いて、餌を取る。このようなものを陥入吻と呼んでいる。このような吻を持つのには鰓曳動物、動吻動物、胴甲動物がある。環形動物多毛類にも類似の吻を持つ例がある。またハリガネムシ類の幼生にも似た構造がある。これらの構造のいくつかは相同なものであるとの考えがある。なお、動吻動物ではこの部分を頭部と呼んでいる。
これらの吻のうち、ホシムシのそれは他の外皮とほとんど変わらないが、先端に触手がある。動吻動物、鰓曳動物では放射相称的にその表面に鉤が並び、移動の手段及び捕食のために使われている。つまり、伸ばしたものを陥入することでその外表に触れるものを手繰ることができるから、それによって基盤表面を引き寄せることで移動し、あるいは餌を体内に引きずり込む。多毛類の場合、吻の表面に細かい歯がある例もあるが、先端には左右一対の大顎があり、この部分は専ら摂食に使われる。